# Appenzeller Kantonalbank
Die Appenzeller Kantonalbank (APPKB) mit Sitz in Appenzell ist die Kantonalbank des Kantons Appenzell Innerrhoden. Sie wurde 1899 gegründet und ist in Form einer öffentlich-rechtlichen Anstalt organisiert. Die Bank verfügt im Kanton über vier Standorte in Appenzell, Oberegg, Weissbad und Haslen. Ihr Tätigkeitsgebiet liegt traditionell im Retail Banking, im Hypothekargeschäft, im Private Banking und im Bankgeschäft mit kleinen und mittleren Unternehmen.
Bis 1999 hiess die Bank Appenzell-Innerrhodische Kantonalbank.

## Besitzverhältnisse und Geschäftsfelder
Die Bank ist als öffentlich-rechtliche Anstalt organisiert und gehört zu 100 Prozent dem Kanton. Wie die grosse Mehrheit der Kantonalbanken verfügt auch die APPKB über eine Staatsgarantie durch den Kanton Appenzell Innerrhoden. Das Dotationskapital des Instituts beträgt 30 Mio. Franken. Für Private besteht keine Möglichkeit, sich an der APPKB zu beteiligen und sie ist daher auch an keiner Börse kotiert.
Mit einem Anteil von rund 82 Prozent am ordentlichen Ertrag ist das Zinsdifferenzgeschäft die Hauptgeschäftssparte. Hinzu kommen 14 Prozent aus dem Kommissions- und Dienstleistungsgeschäft, 3 Prozent aus dem Handelsgeschäft sowie 1 Prozent als übriger ordentlicher Erfolg.

## Organisation
Oberstes Aufsichtsorgan der Appenzeller Kantonalbank ist der Bankrat. Dieser setzt sich aus 7 Mitgliedern zusammen und wird zurzeit von Felix Buschor präsidiert. Die Mitglieder und das Präsidium des Bankrats bestimmt der Grosse Rat des Kantons Appenzell Innerrhoden (Legislative des Kantons).
Die operative Leitung trägt die Geschäftsleitung. Diese setzt sich aus fünf Mitgliedern zusammen und wird von Ueli Manser geleitet.

## Kennzahlen
- Jahresgewinn per 31. Dezember 2024 (in Mio. CHF):   12,3
- Bilanzsumme per 31. Dezember 2024 (in Mio. CHF):   4'400
- Verpflichtungen aus Kundeneinlagen per 31. Dezember 2024 (in Mio. CHF):   3'400
- Gesamtablieferung an Kanton 2024 (in Mio. CHF):    7,5
- Personalbestand per 31. Dezember 2024 (Vollzeitstellen):  90 davon 12 Lernende
- Geschäftsstellen: 4

Quelle: Geschäftsbericht 2024